# 本住寺
本住寺（ほんじゅうじ）は、兵庫県豊岡市にある法華宗真門流の寺院。

## 概要
山号は、養法山。花の寺（はなのてら）として知られる。
寺伝では室町時代後期天文7年（1538年）、日壽による開基である。2009年（平成21年）4月2日に兵庫県丹波市にある蓮華寺の住職が、本住寺の37代住職となった。付近には城崎温泉郷が広がっている。

## 境内
- 本堂（登録有形文化財）[2]
- 山門
- 庫裡
- 妙見菩薩堂

## 交通アクセス
- JR山陰本線 城崎温泉駅から徒歩で約8分。